# Isosecuriflustra thysanica
Isosecuriflustra thysanica är en mossdjursart som först beskrevs av Moyano 1972.  Isosecuriflustra thysanica ingår i släktet Isosecuriflustra och familjen Flustridae. Inga underarter finns listade i Catalogue of Life.